# Szabó Ilona (forradalmár)

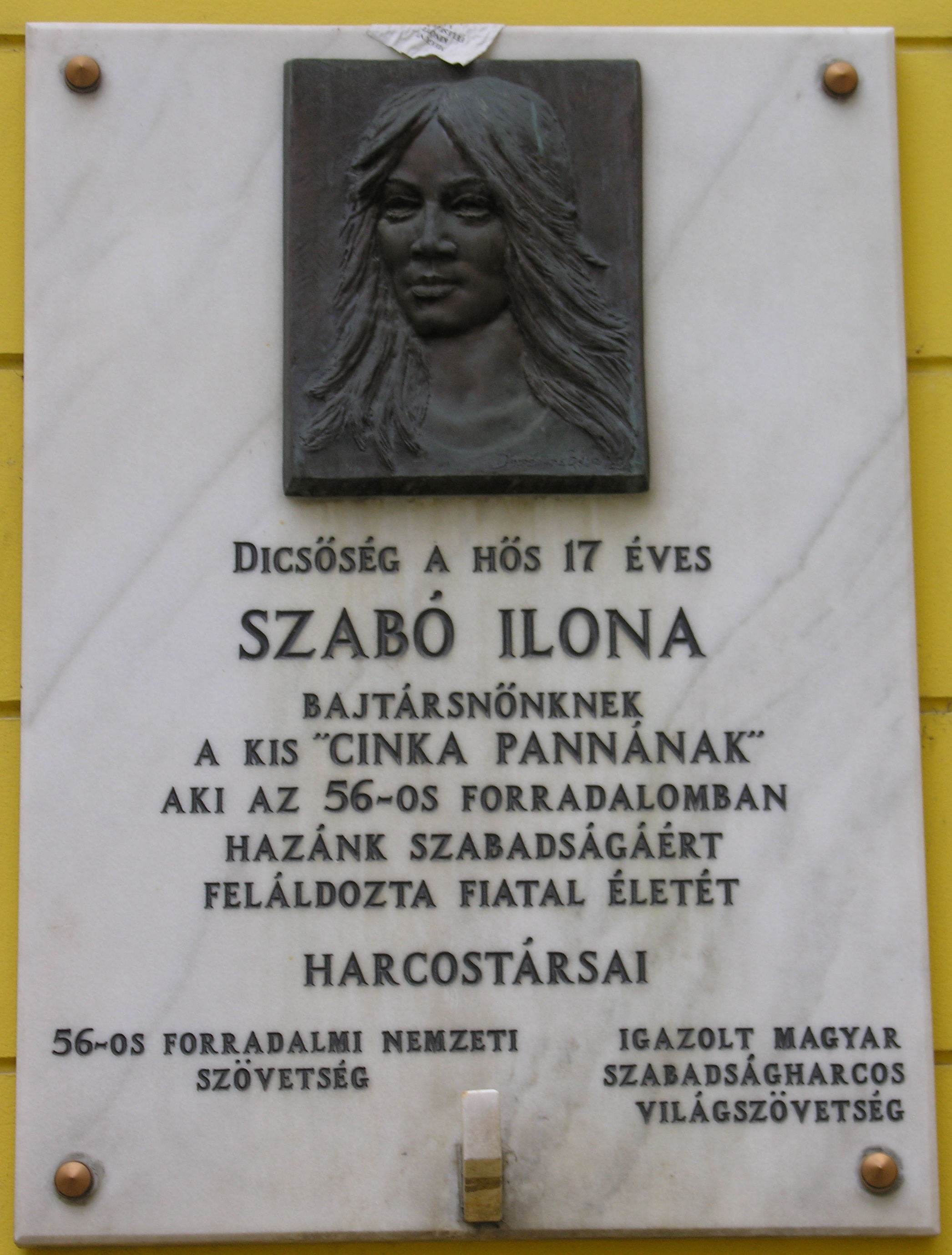
Emléktáblája

Szabó Ilona becenevén Kócos, illetve Kócoska (1939 – Budapest, 1956. október 28.) az 1956-os forradalom újpesti cigány származású résztvevője és mártírja.

## Élete
Szabó Ilona mindössze 17 éves és negyedik hónapos terhes volt, amikor barátaival belekeveredett a forradalmi eseményekbe. A fiatal a Corvin közi felkelők között sajátította el a fegyverhasználatot és mindössze néhány nap alatt hat főt irányító parancsnok lett. 1956. október 28-án a Práter utca végén lelőtték, élettársa Dilinkó Gábor is a Corvin közben harcolt, súlyos sérülésekkel fogták el, s előbb 12, majd 7 évi börtönbüntetésre ítélték, végül 1966-ban szabadult. A roma harcosok közül itt a Corvin közben talán csak ők ketten voltak oláh cigányok, a többi cigány harcos a zenész cigányok közül került ki, mintegy 10 fő.
A Corvin közben emléktáblát állítottak Szabó Ilona tiszteletére.

## Külső hivatkozások
- 1956 cigány hőseire emlékeztek a Corvin közben – index.hu, 2011. október. 23.